# PGC 3087775
LEDA/PGC 3087775 ist eine verschmelzende Spiralgalaxie vom Hubble-Typ Sa pec im Sternbild Herkules. Sie ist schätzungsweise 627 Millionen Lichtjahre von der Milchstraße entfernt und hat einen Durchmesser von etwa 105.000 Lichtjahren. Vom Sonnensystem aus entfernt sich das Objekt mit einer errechneten Radialgeschwindigkeit von näherungsweise 13.900 Kilometern pro Sekunde. Die Galaxie hinterlässt einen feinen Nebel aus Millionen von Sternen, die in langen Spuren aus ihr hervorquellen.